# Stilobezzia sybleae
Stilobezzia sybleae är en tvåvingeart som beskrevs av Wirth 1953. Stilobezzia sybleae ingår i släktet Stilobezzia och familjen svidknott. Inga underarter finns listade i Catalogue of Life.